# Hersende d'Arcis
Hersende d'Arcis, surnommé la Pieuse, morte après 970, est comtesse d'Arcis de suo jure. Le nom de ses parents est inconnu.

## Biographie
Le nom de ses parents est inconnu, mais elle est comtesse de son propre droit, ce qui signifie que ce comté est dans sa famille depuis au moins une génération et qu'elle l'a obtenu par héritage.
Vers 945, elle épouse Helpuin de Montdidier, frère d'Hilduin Ier, comte de Montdidier. Celui-ci meurt vers 970 et Hersende laisse alors le comté d'Arcis à son fils aîné Hilduin II de Montdidier, son fils puîné Manassès ayant été destiné très jeune à une carrière ecclésiastique, se réservant à son propre usage la seigneurie de Ramerupt.
Elle fait alors construire une église dédiée à Notre-Dame dans son château de Ramerupt et y fonde un prieuré de l'ordre de Saint-Benoît, pour y fait transporter les reliques de Saint Balsème, jusqu'alors conservées à Arcis.
Elle meurt après 970 et la seigneurie de Ramerupt est de nouveau réunie au comté d'Arcis. C'est sans à partir de cette époque que le chef-lieu du comté est progressivement déplacé d'Arcis vers Ramerupt.

## Mariage et enfants
Vers 945, elle épouse Helpuin de Montdidier, frère d'Hilduin Ier, comte de Montdidier, avec qui il a au moins deux enfants :
- Hilduin II de Montdidier, qui succède à ses parents comme comte d'Arcis et à son oncle Hilduin Ier comme comte de Montdidier ;
- Manassès de Montdidier, qui devient évêque de Troyes en 985 jusqu'à sa mort en 993.